# 故郷未だ忘れ難く
「故郷未だ忘れ難く」（ふるさといまだわすれがたく）は、日本のフォークバンド・海援隊のインディーズ3作目のシングル。

## 概要
- 前作「母に捧げるバラード」から4か月ぶりのシングル。
- A面はアルバム『望郷篇』に収録されていたものとはアレンジが異なり、シングル用に新たに録音されている。B面はアルバム『海援隊がゆく』からのリカット。
- 2007年に発売されたエレックシングルボックスでは故郷未だ忘れ難くもアルバム音源が収録されている。

## 収録曲
1. 故郷未だ忘れ難く [3:40]
作詞：武田鉄矢
作曲：中牟田俊男
編曲：小谷充
メンバーが上京後に初めて制作した楽曲[1]。
2. 風は春風
作詞：海援隊
作曲：千葉和臣
リードボーカルは千葉が務めている。

## 収録アルバム
- 12の風景 (#1)
- 航海誌 (#1)
- 海援隊EPILOGUE (#2)
- 海援隊 全曲集 (#1)
- 海援隊 (#1,2)
- 海援隊/贈る言葉 (#1)
- 全曲集 (#1)
- BEST〜エレック・イヤーズ〜 (#1,2)
- 海援隊 全曲集 (#1)[注 1]
- ベストアルバム (#1,2)